# Салар (Ташкентська область)
Салар (узб. Salar/Салар) —  селище міського типу в Кібрайському районі Ташкентської області, Узбекистану. Селище розташоване за 8 км від залізничної станції Кадир'я (на лінії Ташкент — Ходжикент). З 1967 року Салар має статус селища міського типу.

## Економіка
У Саларi налічується 18 промислових підприємств, а також 151 дрібне і середнє підприємство, що випускає різноманітну продукцію. Серед них: «Узенергята'мінот», «Узенергята'мір», автотранспортне об'єднання, Східна теплоізоляція, Ташкентська ТЕС, АТ «Рохат», Ташкентський консервний комбінат, компанія «Лімончілік», Селекційні дослідні господарства, «Буюк Турон». Працюють приватне підприємство, цегельний завод, легка, будівельна промисловість. Діють спільні підприємства «СероКО» Узбекистан-Корея, «СМАК» Узбекистан-Росія та «Імкон плюс» Узбекистан-Німеччина. Функціонує 45 торговельних і 40 об’єктів побутового обслуговування. Є 5 загальноосвітніх шкіл, 2 професійно-технічних коледжі, 2 академічних ліцею, Ташкентський аграрний університет, селекція та насінництво бавовнику Узбекистану, науково-дослідні інститути захисту рослин, 3 бібліотеки, 3 стадіони, 1 тенісний корт. Республіканська дитяча ортопедія, поліомієліт, клінічні лікарні Ташкентського педіатричного інституту, обласний наркологічний центр, туберкульозна лікарня: 2 обласні поліклініки, 2 сільські лікарські амбулаторії.

## Транспорт
По території Салару  проходять автодороги Ташкент-Май, Ташкент-Чирчик та  Ходжакентська залізниця.

## Населення
| 1970 рiк | 1979 рiк | 1989 рiк |
| -------- | -------- | -------- |
| 16 229   | 20 621   | 25 521   |